# Пізанська вежа
Піза́нська ве́жа — частина ансамблю міського собору Собор Санта Марія Ассунта в Пізі. Вежа є дзвіницею собору і примикає до його північно-східного рогу. Знаменитий соборний ансамбль в Пізі — шедевр середньовічної італійської архітектури. Вежа відома тим, що сильно нахилена.
Висота вежі становить 56 метрів, діаметр — 15 метрів, діаметр фундаменту 19,6 метра. На вершину вежі ведуть сходи з 294 сходинок, піднявшись якими на саму гору, можна оглянути всю околицю. Всесвітньо відомий вчений Галілей використовував Пізанську вежу для своїх дослідів. З останнього її поверху він кидав різні предмети, щоб довести, що швидкість падіння не залежить від ваги тіла, що падає.

## Будівництво

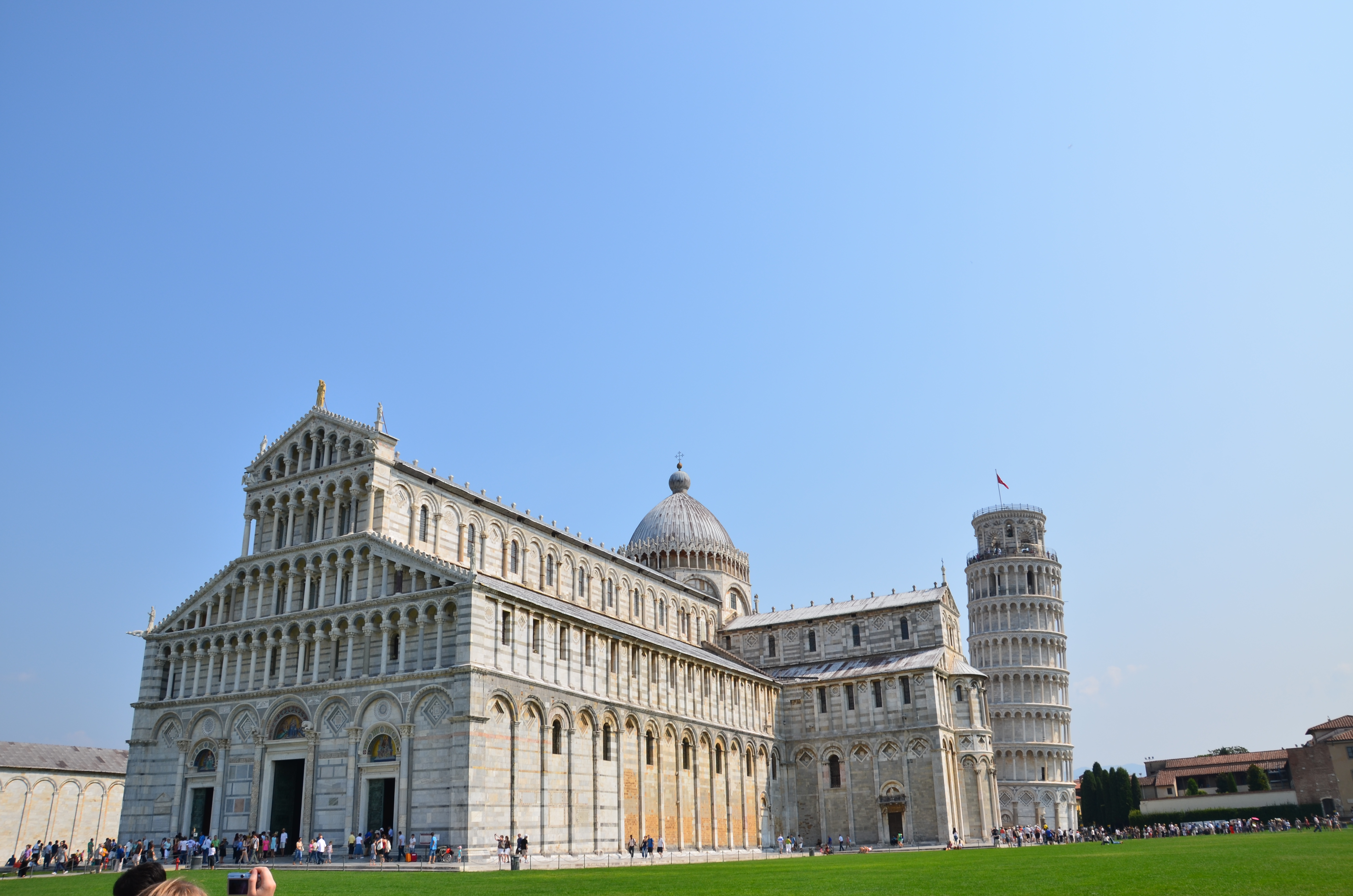
Собор Санта Марія Ассунта та Пізанська вежа

Створення комплексу почалося в 1063 році, коли на околиці міста, на зеленій галявині, була закладена будівля ансамблю міського собору, що включив біломармуровий п'ятинефний собор, дзвіницю і баптистерій-хрещальню. Першим будівельником храму був архітектор Бускетто, ймовірно, виходець з Греції. На це указують як прізвище майстра, так і запропонована ним композиція собору, висхідна до ідей візантійської архітектури V століття.[джерело?] Після 1118 року будівництво Пізанського собору продовжив майстер Райнальдо. Він подовжив головний неф будівлі та звів фасади. Саме йому належить оформлення головного фасаду собору у вигляді декількох рядів легких, витончених напівкруглих аркад. У Тоскані не було заведено прикрашати фасади церков скульптурою, і Райнальдо облицьовував фасад білим і чорним, з сіро-блакитним відтінком, каменем з мармуровими інкрустаціями. В основному будівництво Пізанського собору було завершено в 1150-х роках. Таке порівняно швидке будівництво пояснюється тим, що майстри не витрачали час на зведення складних кам'яних склепінь: перекриття центрального нефа зроблено з дерева. Над порталами розташовані барвисті мозаїчні панно. Інтер'єр собору прикрашають позолочена стеля і численні мармурові скульптури.
Будівництво дзвіниці («Пізанської вежі») було почато 9 серпня 1173 року майстрами Вільгельмом (Гульєльмо) з Інсбрука і Бонанно Пізано. Побудувавши перший поверх заввишки 11 метрів і два колонадні кільця, Бонанно виявив, що дзвіниця відхилилася від вертикалі на чотири сантиметри. Майстер припинив роботу і зник з міста.
Час від часу роботу з будівництва відновлювали, і до 1233 року було побудовано всього чотири поверхи. Лише через сто років після початку будівництва, в 1275 році, міська влада знайшла сміливця, який ризикнув продовжити зведення дзвіниці.
Коли архітектор Джованні ді Сімоне відновив роботи, відхилення верхнього карниза вежі від вертикалі становило 50 сантиметрів. Ризик був дуже великий. Тому, закінчивши п'ятий колонадний поверх, він припинив роботу. У 1350 році, коли відхилення від вертикалі становило вже 92 сантиметри, за роботу взявся архітектор Томазо ді Андреа. Він підвів наступний поверх із сторони, похилої, на 11 сантиметрів, а дзвіницю «завалив» у бік, протилежний нахилу. Лише після цього він поставив над вісьмома ярусами вежі дзвіницю з бронзовим дзвоном. Через 164 роки будівництво вежі було завершено. Вона виявилася укороченою на чотири поверхи і без даху. А за задумом перших архітекторів, перший поверх її повинен бути високим, потім 10 поверхів з балконами, 12-й поверх — дзвіниця, а вінчати кампанілу повинен був дах. Загальна висота вежі передбачалася 98 метрів.
Протягом наступних чотирьох століть на вежі було встановлено сім дзвонів, найбільший важив понад 3600 кг. Однак до початку XX століття найважчі дзвони перестали використовувати, бо вважалося, що їх рух може потенційно погіршити стійкість вежі.

## Причини нахилу
Існують різні припущення, що пояснюють причини нахилу нещасливої вежі. Дослідники допускають можливість, що Бонанно, мабуть, використовував насоси для відкачування води, чого у жодному випадку не можна було робити. Оскільки він будував круглу споруду, насоси, мабуть, були в центрі вежі — подалі від стін. Відкачана вода стікала в один бік — у напрямі річки Арно. Також є версії, що Бонанно просто зекономив на фундаменті, щоб збільшити свій заробіток, або заклав частину фундаменту на твердому ґрунті, а частину на м'якому.

## Сучасність

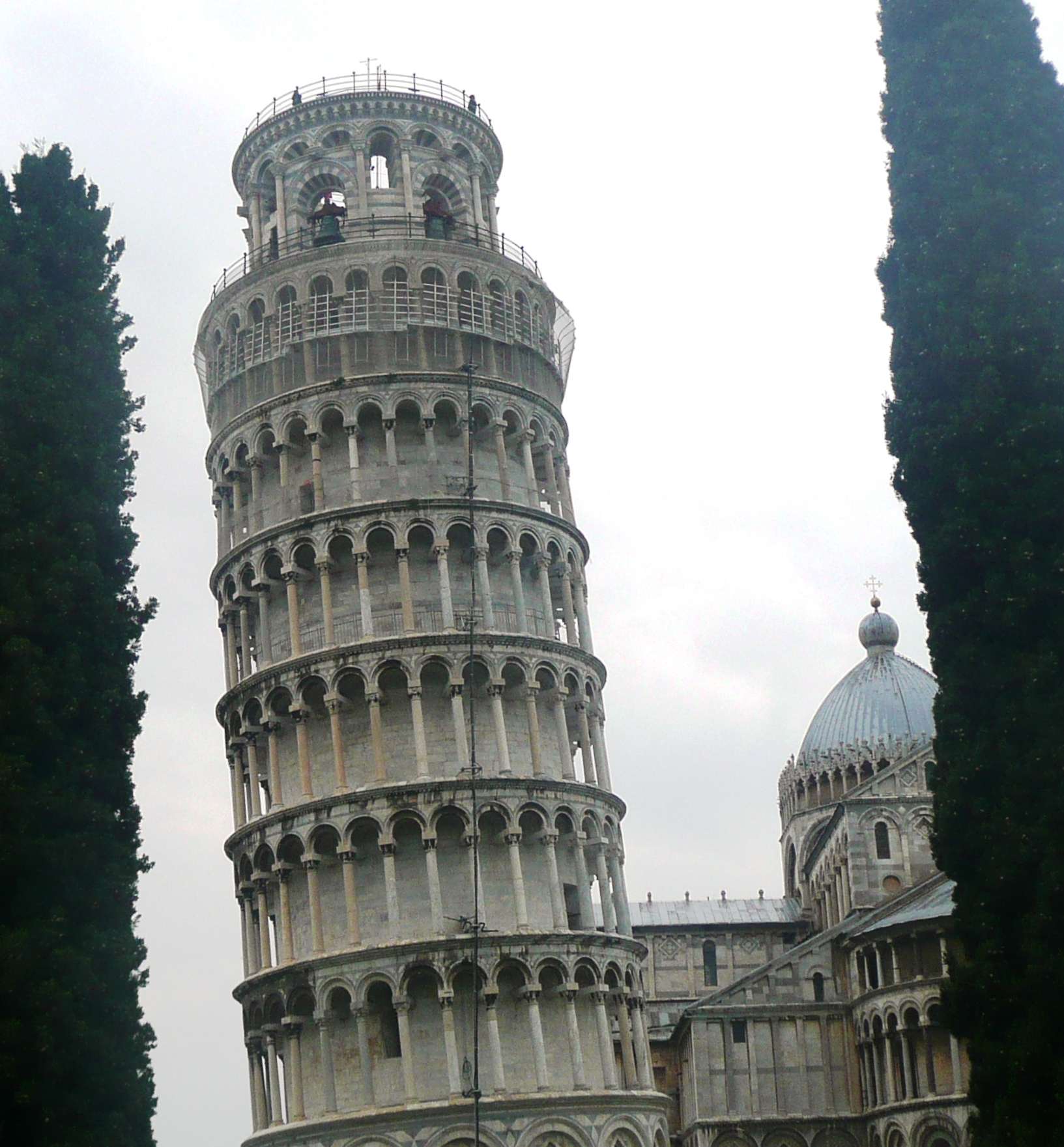

В 1911 році було зафіксовано, що вершина нахиляється на 1,2 мм в рік. У 2006 році вершина вежі була відхилена на 5,3 мм від центру.
З 1990 року через побоювання, що будь-якої миті може статися обвал вежі масою 14 500 тонн, до неї перестали пускати туристів.
Останніми роками багато архітекторів були сильно стурбовані тим, що кут нахилу вежі став дуже великим і існував величезний ризик, що одного дня вежа просто звалиться. Саме тому останнім часом проводилася низка заходів, які дозволяли утримати вежу від подальшого падіння. Так з 1994 року від падіння її утримували спеціальні свинцеві противаги. А у 2001 році було завершено роботи з профілактики від можливого падіння Пізанської вежі. Розпочати роботи спонукало обвалення менш відомої падаючої вежі в місті Павія в 1989 році, коли під завалами загинуло четверо осіб.
У червні 2007 року було закінчено роботи зі зменшення відхилення вежі. Міжнародна група рятувальників Пізанської вежі прибрала з північної сторони вежі 70 тонн ґрунту, що призвело до повороту споруди в цей бік. Рух контролювався за допомогою 600 тонн свинцевого баласту-противаги у вежі та системи металевих тросів, що закріплювали визначну пам'ятку. Проєкт обійшовся у 20 мільйонів доларів. У результаті робіт удалося на 45 сантиметрів зменшити відхилення верхівки вежі. Таким чином падаюча вежа повернулася до положення 1838 року. Інженери очікують, що вежа залишиться стабільною протягом наступних 200 років.

## Галерея

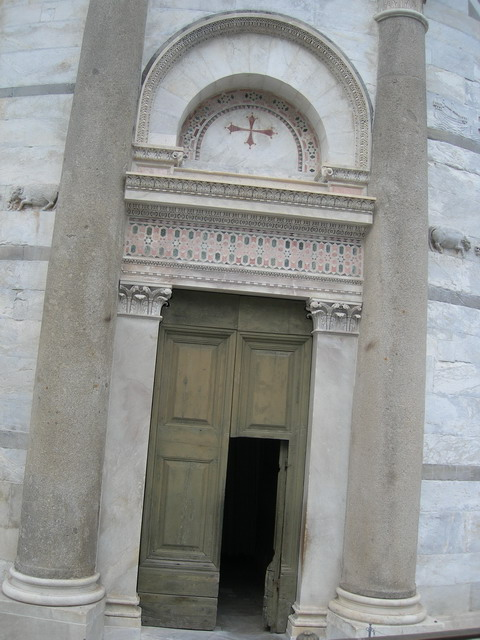
Вхід до Пізанської вежі
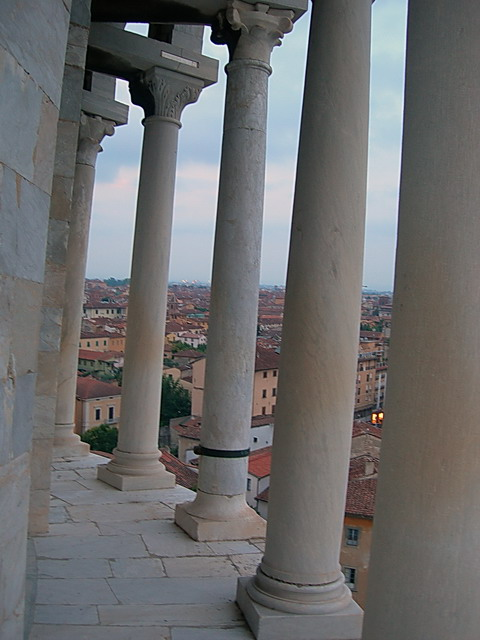
Колонада
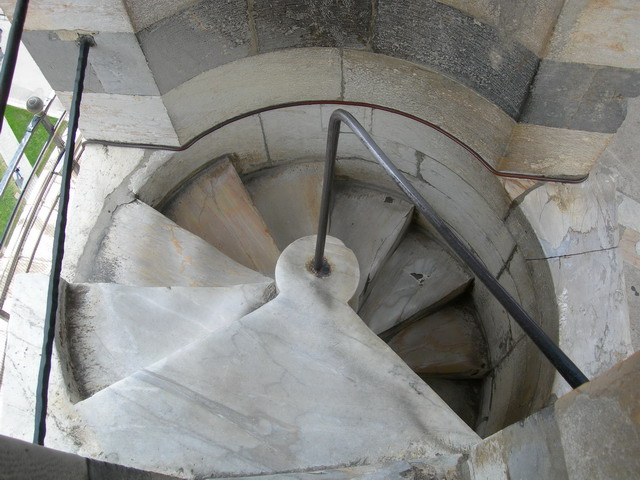
Сходи 7-го поверху
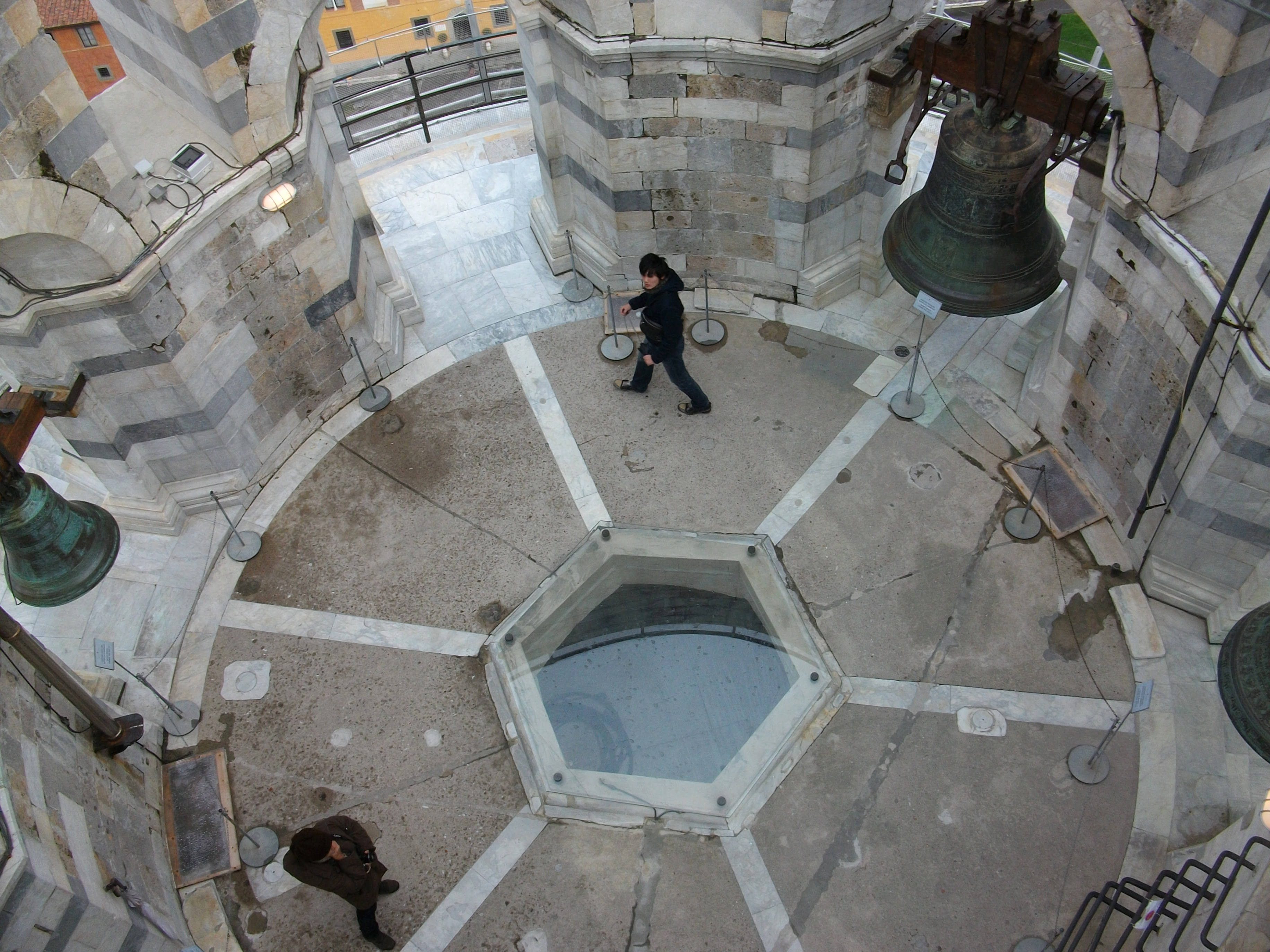
Дзвіниця Пізанської вежі
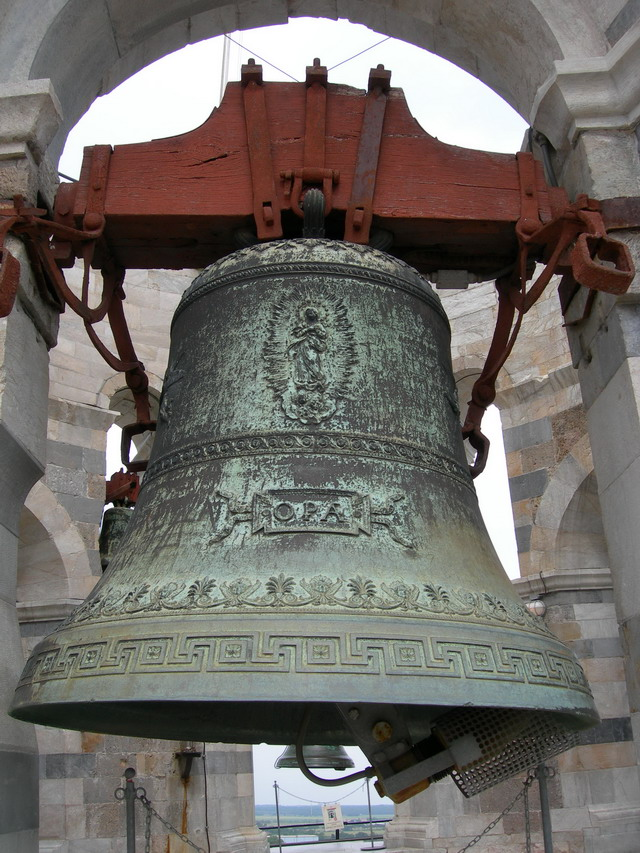
Дзвін «Ассунта»
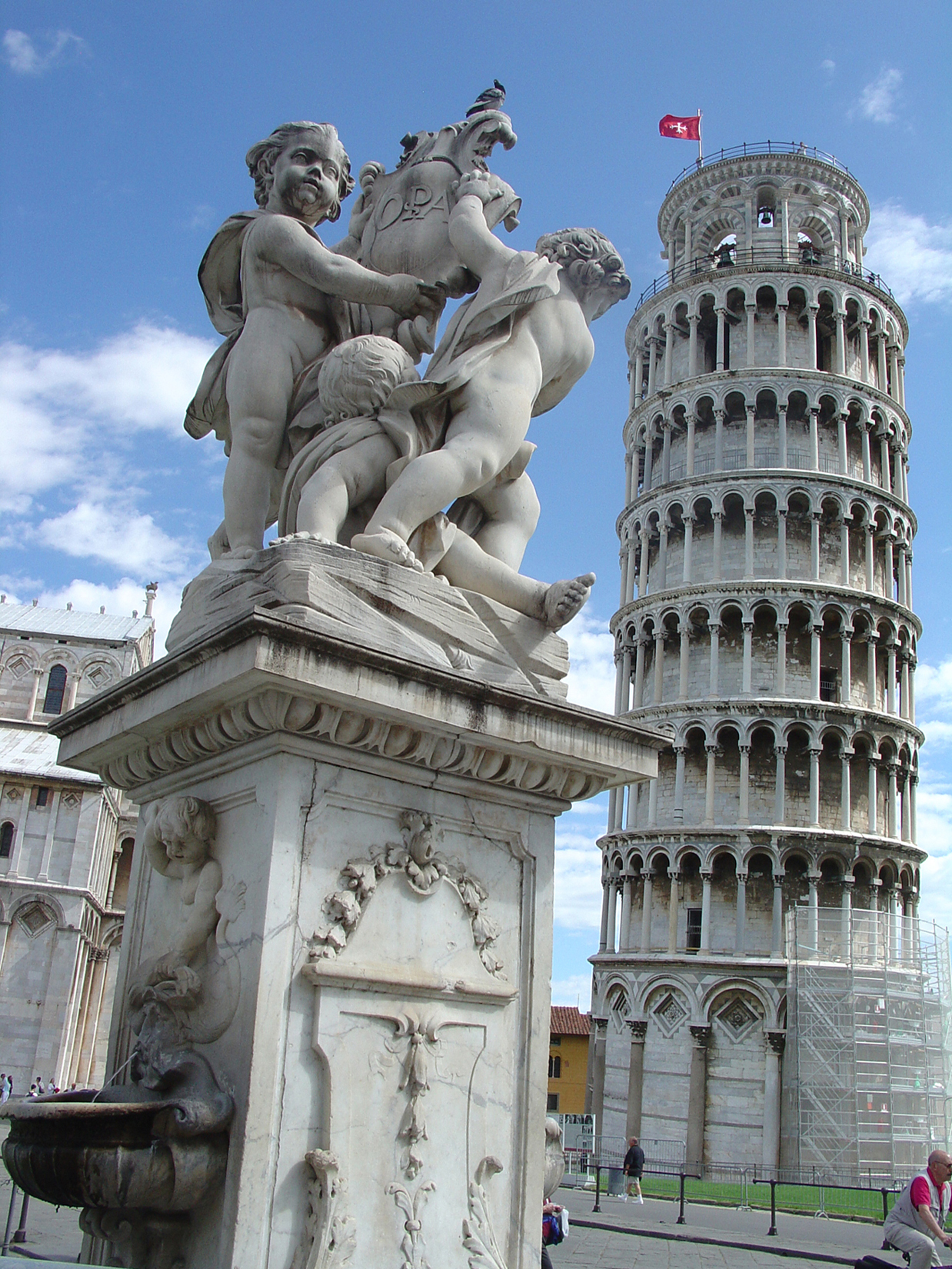
Фонтан біля вежі

## Інші спадні вежі
У світі налічується близько 300 веж, які також мають нахил. Це:
- нахилена вежа в Сен-Моріце (Австрія)
- мінарет в Джидді (Саудівська Аравія)
- вежа в Сарагосі (Іспанія)
- дзвіниця в Модені (Італія)
- нахилена кампаніла (дзвіниця) на о. Сан-Пєтро ді Кастелло (Венеція, Італія).
- вежа Сююмбіке (Казань, Татарстан)
- мінарет в Ак-Сараї (Туреччина)
- вежа в Готланді (Швеція).

Але нахил усіх цих споруд невеликий та не несе загрози падіння.